# Фонетична поезія
Фонети́чна пое́зія є формою літературного (чи музичного) твору, в якому фонетичні аспекти людського мовлення (або певні аспекти мовної системи) висуваються на перший план як значущі одиниці. Це своєрідні «вірші без слів».
В українській літературі близькими до фонетичної поезії є Іван Іов, Микола Мірошниченко, Назар Гончар, Роман Садловський, Юрій Завадський, Володимир Білик, Василь Трубай, Микола Сорока, Анатолій Мойсієнко, Андрій Антоновський. Одними з зачинателів цього ґатунку поезії в українській літературі були Іван Величковський, Михайль Семенко, Ґео Шкурупій, Микола Вороний, Микола Бажан, Павло Тичина.

## Зразки запису фонетичної поезії
Михайль Семенко
***
СТЕ КЛЮ 
СКУЮ 
УЮ 
Ю 
5. IV. 1914. Київ 

Іван Іов
***
дюк рук ьник
одавел
нич віт сал
тігел

Юрій Завадський
РОЗВИТОК
гх гк гкґ
кш сш
лд лр зд
ст дт
дп бв бм